# Hydropsyche seramensis
Hydropsyche seramensis är en nattsländeart som beskrevs av Wolfram Mey 1998. Hydropsyche seramensis ingår i släktet Hydropsyche och familjen ryssjenattsländor. Inga underarter finns listade i Catalogue of Life.